# دهنو (زابل)
دهنو یا دهنو گلمیر، روستایی در دهستان کرباسک بخش کرباسک شهرستان زابل در استان سیستان و بلوچستان ایران است.

## جمعیت
بر پایه سرشماری عمومی نفوس و مسکن در سال ۱۳۹۵، جمعیت این روستا برابر با ۱۹۵ نفر (۶۴ خانوار) بوده‌است.